# Кормовые растения северного оленя

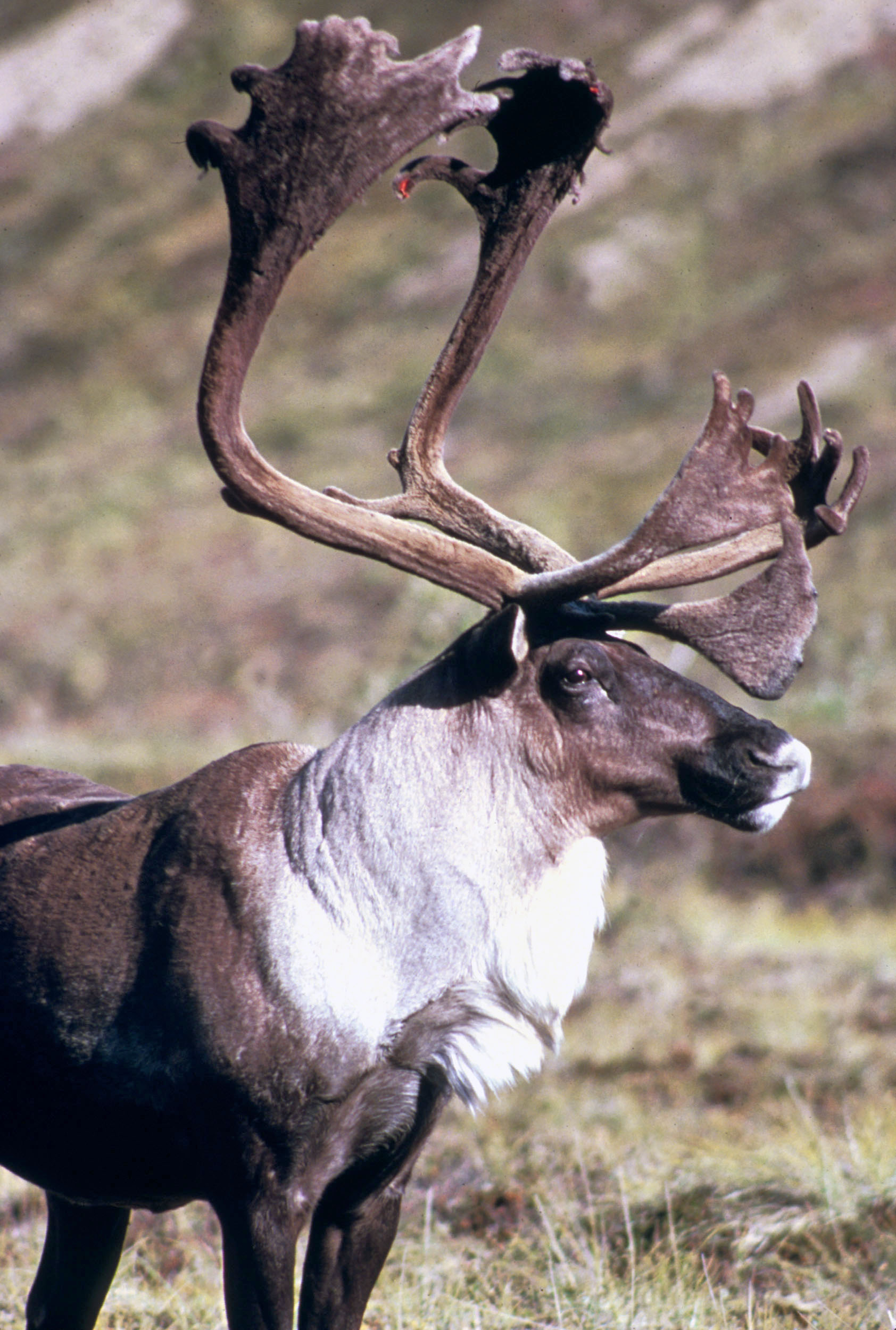

Се́верный оле́нь (лат. Rangifer tarandus) — парнокопытное млекопитающее семейства Оленевых (Cervidae) поедающее в сутки до 22 кг растений.
В бесснежный период известно около 500 видов кормовых растений поедаемых домашним северным оленем. Среди них 70 видов злаков (Poaceae), 8 видов хвощей (Equisetum), 56 видов осоковых (Cyperaceae) и ситниковых (Juncaceae), 43 вида кустарников, 12 видов деревьев и 303 вида из разнотравья. Всего в список поедаемых растений домашним оленем входит около 600 растений.

## Осоковые
Осоки (Carex) наряду с пушицами (Eriophorum) служат основными зелёными кормами северных оленей. Наиболее охотно поедаются весной и в начале лета. Многие виды сохраняют зелёную массу под снегом и служат хорошим кормом для оленей зимой. Произрастают во всех зонах и подзонах Крайнего Севера. Осоки на переувлажнённых почвах нередко составляют основу травостоя. Наибольшее кормовое значение имеют: осока водяная (Carex aquatilis Wahlenb.), осока блестящеплодная (Carex liparocarpos Gaudin), осока плетевидная (Carex chordorrhiza Ehrh. ex L.f.), осока острая (Carex acuta L.), осока редкоцветковая (Carex rariflora Wahlenb.) Sm.), осока носиковая (Carex rostrata Stokes), осока прямостоячая (Carex aquatilis var. minor Boott), осока обёртковидная (Carex subspathacea Wormsk. ex Hornem.). Урожайность зелёной массы при сплошном произрастании у осоки водяной 3,5, осоки стройной до 2, а осоки обёртковидной до 0,8 т/га. Наиболее ценными видами из рода пушица являются: пушица узколистная (Eriophorum angustifolium Honck.), пушица короткопыльниковая (Eriophorum brachyantherum Trautv. & C.A.Mey.), пушица Шамиссо (Eriophorum chamissonis C.A.Mey.), пушица влагалищная (Eriophorum vaginatum).

## Злаковые
Составляют одну из основных групп питания оленей. В растительных группировках на пастбищах удельный вес злаков (Poaceae) обычно невелик. При сплошном произрастании урожайность зелёной массы может достигать 6 т/га в воздушно-сухом состоянии. Наибольшее значение имеют весной и в начале лета, до наступления фазы цветения. По питательной ценности уступают листьям ив и берёз.
К наиболее поедаемым видам относятся: лисохвост луговой (Alopecurus pratensis L.), арктополевица широколистная (Arctagrostis latifolia (R.Br.) Griseb.), северолюбка рыжеватая (Arctophila fulva (Rupr.) Andersson), луговик извилистый (Avenella flexuosa (L.) Drejer), овсяница алтайская (Festuca altaica Trin.), мятлик луговой (Poa pratensis L.), мятлик альпийский (Poa alpina L.).

### Изображения некоторых наиболее поедаемых трав семейства Злаковые
|                                                                          |  |  |
| Слева направо: северолюбка рыжеватая, овсяница алтайская, мятлик луговой |  |  |

## Разнотравье

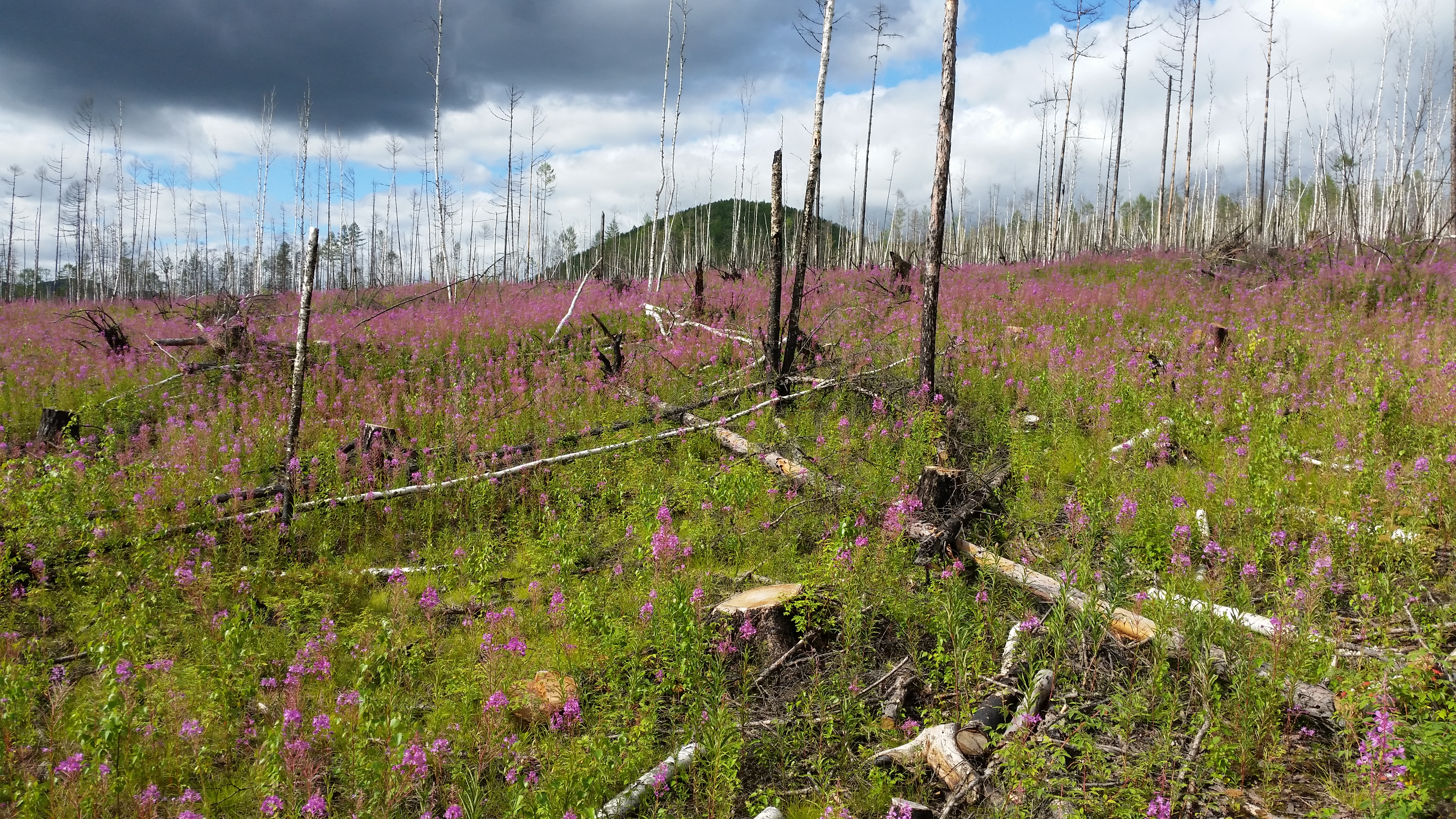
Иван-чай узколистный после вырубки леса

Благодаря высоким питательным свойствам служат отличными нажировочными кормами. На пастбищах с разнотравьем олени быстро восстанавливают свою массу и запасают питательные вещества на зиму. Особенно велико их значение в период вегетации, когда растения обладают наибольшей кормовой ценностью. По составу питательных веществ разнотравные корма значительно выше злаковых и осоковых — богаты белками, минеральными веществами, витаминами. На пастбищах разнотравье обычно развивается раньше злаковых и осоковых.
Наибольшее значение для питания северного оленя из представителей разнотравья имеют: горец змеиный (Bistorta officinalis), мытник судетский (Pedicularis sudetica), лаготис малый (Lagotis minor ), пепельник болотный (Tephroseris palustris), клейтония остролистная (Claytonia acutifolia Pall. ex Schult.), клейтония клубневидная (Claytonia tuberosa Pall. ex Schult.), сабельник болотный (Comarum palustre), морошка (Rubus chamaemorus), вахта трехлистная (Menyanthes), иван-чай узколистный (Chamaenerion angustifolium), кипрей болотный (Epilobium palustre), линнея северная (Linnaea borealis), чемерица остродольная (Veratrum oxysepalum), дриада точечная (Dryas punctata).

## Кустарники
В местах обильного произрастания выполняют важнейшую роль летнего корма и на пастбищах могут составлять до 80 % всей поедаемой зелени. Первые зелёные листочки охотно поедаются новорожденными оленятами. Кучное произрастание кустарников позволяет оленю насытиться в короткое время на не большой площади. Время поедания кустарников ограничено несколькими месяцами. Потребление листвы резко снижается в сезон осеннего листопада, но и осенью в небольшом количестве олени поедают опавшие листья.
Среди кустарников рода берёза (Betula) хорошо северным оленем поедаются: берёза карликовая (Betula nana), берёза кустарниковая (Betula fruticosa), берёза растопыренная (Betula divaricata). При сплошном произрастании карликовой берёзы можно получить до 0,7 т/га зелёной массы и до 0,2 т/га других видов. Наиболее охотно оленями поедаются почки, цветки, побеги и листья.
Также очень важную роль в питании оленей играют многие виды рода ива (Salix). Олени поедают молодые побеги, почки и листья. Ивовые кустарники вместе с разнотравьем являются главным источником минеральных веществ. По питательности ивы не уступают березам, а осенью превосходят. По содержанию витаминов в 5—6 раз превосходят осоки и злаки. Листья считаются хорошим нажировочным кормом.
По сравнению с берёзами ивовые имеют более длинный вегетативный период и поэтому быстрее восстанавливаются после стравливания. Поедание оленем до 30 % листьев и 15 % побегов не оказывает негативного влияние на рост вегетативной массы в последующие годы. К наиболее охотно поедаемым видам относится: ива мохнатая (Salix lanata), ива сизая (Salix glauca), ива филиколистная (Salix phylicifolia), ива копьевидная (Salix hastata), ива арктическая (Salix arctica).
На Камчатке ягоды рябины бузинолистной (Sorbus sambucifolia) играют важную роль в питании дикого северного оленя поздней осенью. Олени тщательно собирают ягоды и по чистоте сбора превосходят медведя, но уступают лосю. Переход оленей на питание ягодами зависит от зрелости, сохранности плодов и воздействия мороза. В рубце желудка добытой важенки содержимое на половину состояло из ягод этой рябины.

### Изображения некоторых наиболее поедаемых кустарников рода Ива
|                                                                                             |  |  |  |  |
| Слева направо: ива мохнатая, ива сизая, ива филиколистная, ива копьевидная, ива арктическая |  |  |  |  |

## Лишайники

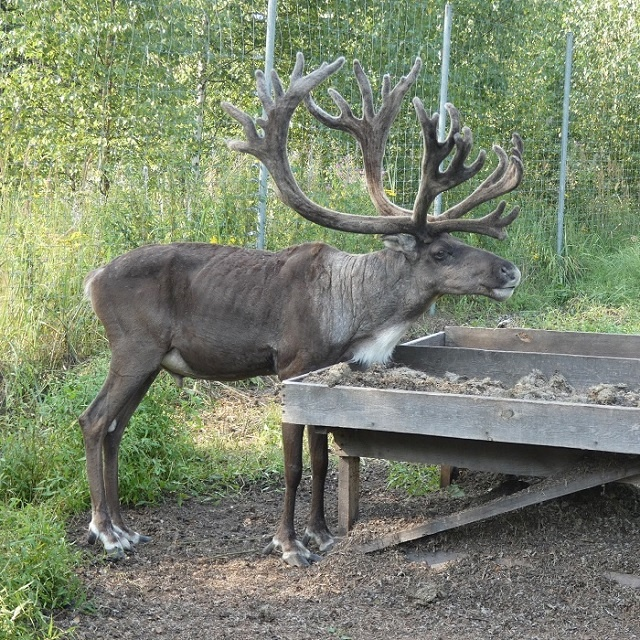
Подкормка оленей ягелем на территории Керженского заповедника

Не являются обязательным кормом и северные олени могут благополучно обходиться без них. Лишайники не обеспечивают полноценного питания животных поскольку бедны белковыми веществами, плохо перевариваются, содержат мало витаминов. При кормлении лишайниками северные олени расходуют запасённые жизненно важные питательные вещества: протеин, кальций и фосфор. В результате возникает физиологическое голодание которое ликвидируется при поедании зелёных растений. Однако, лишайники богаты углеводами и очень калорийны, что привлекает оленей. Главная ценность лишайников в поддержании жизни животных в течение самых неблагоприятных времён года — осенью, зимой и весной. В некоторых районах лишайники единственный доступный корм северных оленей в зимний период.

Зафиксировано 65 видов поедаемых северным оленем лишайников. Наибольшую кормовую ценность представляют: кладония звездчатая (Cladonia stellaris), кладония оленья (Cladonia rangiferina), кладония мягкая (Cladonia mitis), кладония лесная (Cladonia arbuscula), флавоцетрария снежная (Flavocetraria nivalis), цетрария исландская (Cetraria islandica).

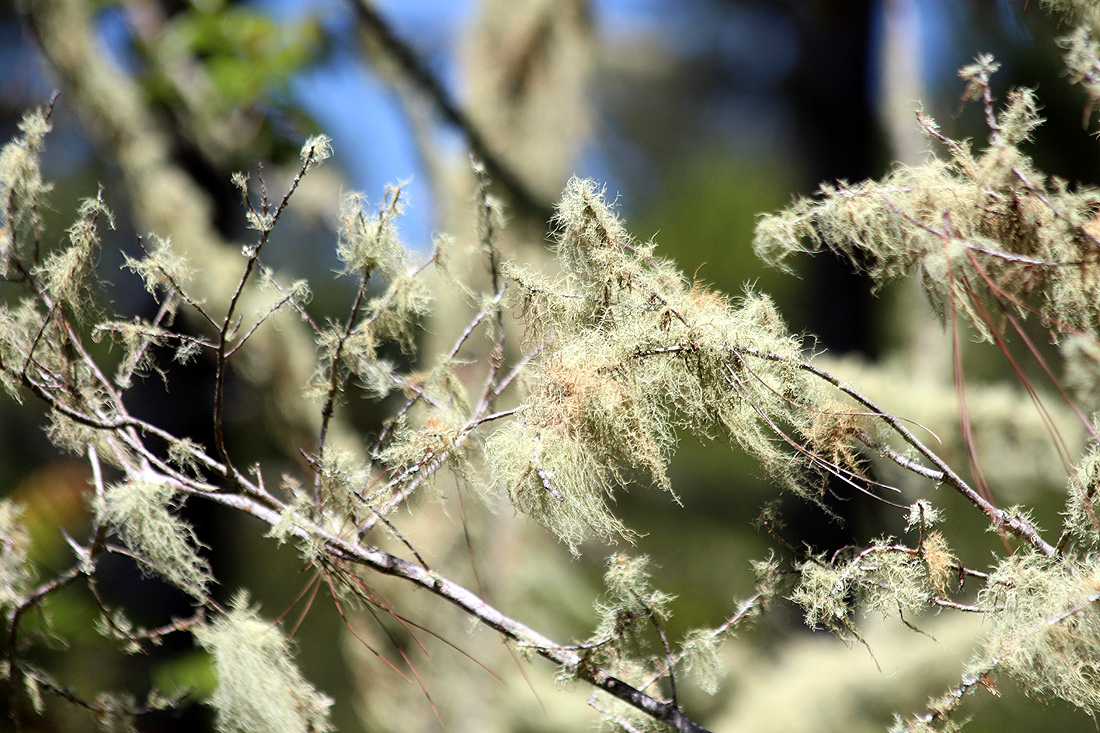
Эпифитный лишайник на хвойном дереве

Растущие на стволах и ветвях деревьев эпифитные лишайники играют важную роль в питании оленя. Их роль особенно велика во время гололедицы и образования наста. Поедая лишайники растущие на деревьях олени тратят меньше энергии, чем при раскапывании наземных лишайников из под снега. Наиболее значимые эпифитные лишайники: бриория Фремонта (Bryoria fremontii), уснея густобородая (Usnea dasypoga), уснея бородатая (Usnea barbata), уснея цветущая (Usnea florida), уснея длиннейшая (Usnea longissima), уснея складчатая (Usnea plicata).

### Химический состав
Углеводы содержащиеся в лишайниках состоят из простых сахаров, лихенина, гемицеллюлозы и целлюлозы. Высоким содержанием лихенина обладают цетрарии (Cetraria) и в частности цетрария исландская (Cetraria islandica). Также высокое содержание лихенина установлено у алектории бледно-охряной (Alectoria ochroleuca). Наиболее ценные в кормовом отношении кладонии (Cladonia) содержат небольшое количество лихенина.

### Изображения некоторых наиболее поедаемых лишайников
| |  |  |  |  |
| Слева направо: кладония мягкая, кладония звездчатая, кладония оленья, флавоцетрария снежная, цетрария исландская |  |  |  |  |

## Бобовые
Хорошие летние корма для оленей, но в естественных растительных группировках имеют незначительное распространение. Тем не менее на Севере про сплошном произрастании или посеве можно получить урожай зелёной массы до 6,2 т/га. По сравнению с другими видами растений содержат много протеина. Например у астрагала альпийского в период цветения содержалось до 30 % протеина и 22 % клетчатки. Некоторые представители рода богаты аскорбиновой кислотой и каротином. Наибольшее кормовое значение имеют: астрагал альпийский (Astragalus alpinus L.), астрагал горошковидный (Astragalus norvegicus Weber), копеечник арктический (Hedysarum arcticum B.Fedtsch.), чина приморская (Lathyrus japonicus Willd.), чина волосистая (Lathyrus pilosus), остролодочник грязноватый (Oxytropis sordida), горошек мышиный (Vicia cracca).

## Хвощи

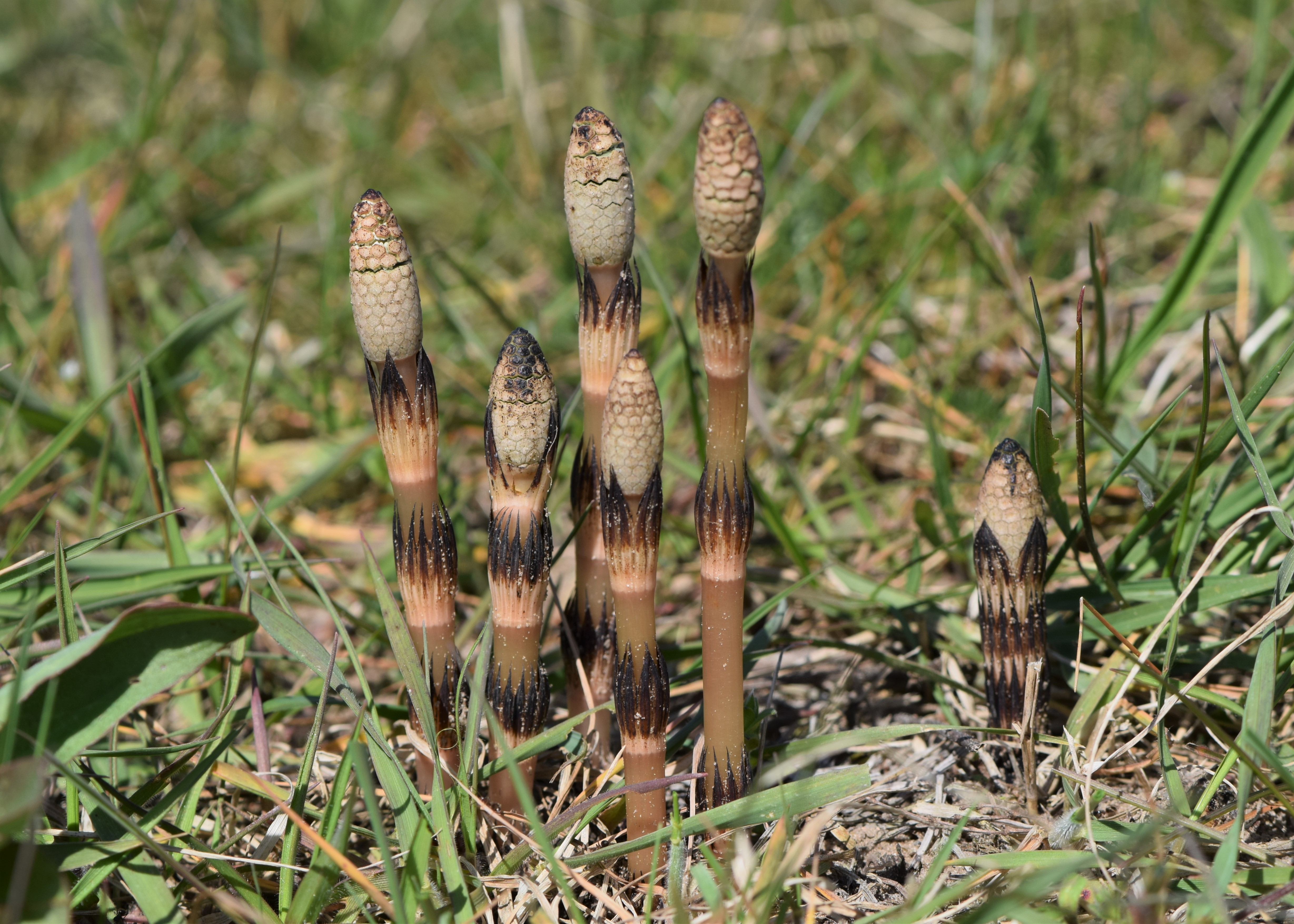
Хвощ полевой в начальной фазе вегетации

Представители рода хвощей (Equisetum) играют значительную роль в питании оленей. Поедаются во все времена года, в том числе и зимой из-под снега. Содержат значительное количество зольных элементов и сахаров. На пастбищах поедаются в больших количествах. В сочетании с другими кормами безвредны для организма. Однако, зафиксированы случаи когда олени привязанные на участке с преобладанием хвощей, погибали. К хорошо поедаемым относятся: хвощ полевой (Equisetum arvense L.), хвощ лесной (Equisetum sylvaticum L.), хвощ приречный (Equisetum fluviatile L.), хвощ камышовый (Equisetum scirpoides Michx.), хвощ пестрый (Equisetum variegatum Schleich. ex F.Weber et D.Mohr). Хвощ болотный (Equisetum palustre L.) считается ядовитым растения для оленей.

## Ядовитые растения

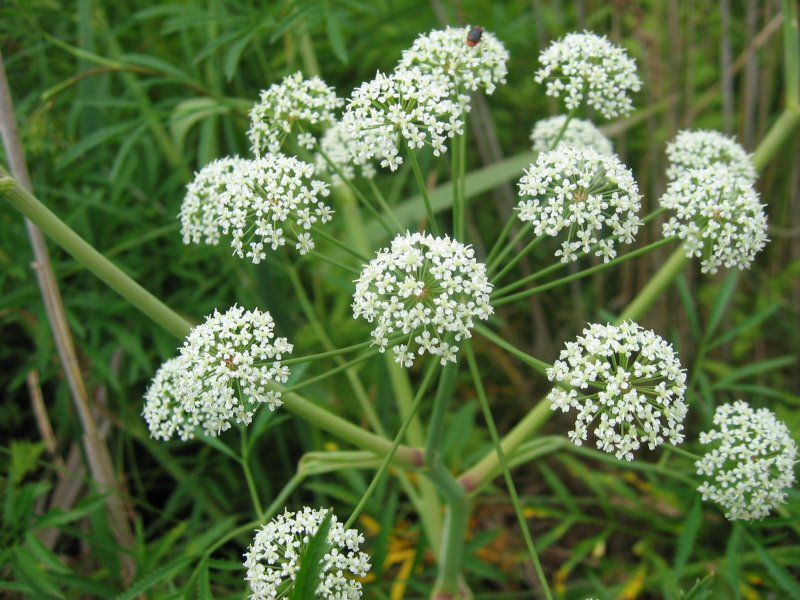
Вех ядовитый содержит цикутоксин

В рацион дикого северного оленя входят многие ядовитые растения являющиеся ядовитыми для крупного рогатого скота. Яд растительного происхождения нейтрализуется дубильными веществами, которые олени получают при поедании побегов ивы, ольхи, рябины. В отдельные периоды вегетации василистник (Thalictrum), ветреница (Anemone), калужница (Caltha) и лютики (Ranunculus) служат основными кормовыми растениями. Также диким оленем отмечено поедание багульника болотного (Ledum palustre), багульника крупнолистного (Ledum macrophyllum), побегов веха ядовитого (Cicuta virosa), листьев и ягод волчеягодника ядовитого (Daphne kamtschatica).

## Кормовые конкуренты
Дикий северный олень вступает в конкурентные отношения с некоторыми животными. В тундре к ним в первую очередь относятся лемминги, которые при высокой численности способны на некоторых участках уничтожить растительность насколько, что почти не остается ветоши. Также в тундре потребителями общих с оленем кормом являются куропатка, заяц-беляк (Lepus europaeus), водоплавающие птицы. Однако при современной численности дикого оленя нельзя говорить о недостатке кормов вызываемого деятельностью конкурентов.